# Systém kontroly tlaku v pneumatikách

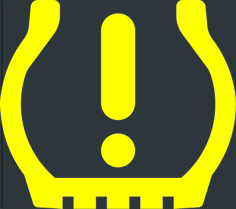
Kontrolka systému TPMS na palubní desce

Systém kontroly tlaku v pneumatikách (TPMS, anglicky Tire Pressure Monitoring System) je elektronický systém monitorování tlaku v pneumatikách vozu, který s využitím senzorů v reálném čase informuje řidiče o případném poklesu tlaku. Od roku 2014 je povinnou součástí výbavy nových vozidel v Evropské unii.

## Historie
V evropských modelech byl systém poprvé použit v roce 1998 v BMW řady 7 (E38), později například v Renaultu Laguna (od roku 2001) a ve Volkswagenu Touareg (od roku 2002).
Podle příslušného nařízení Evropského parlamentu (č. 661/2009 ze dne 13. července 2009) je systém od 1. listopadu 2014 povinnou součástí výbavy nových vozidel v EU; s nefunkčním TPMS pak nesmí být automobil provozován na pozemních komunikacích.

## Technické provedení
Systém existuje ve dvou variantách:

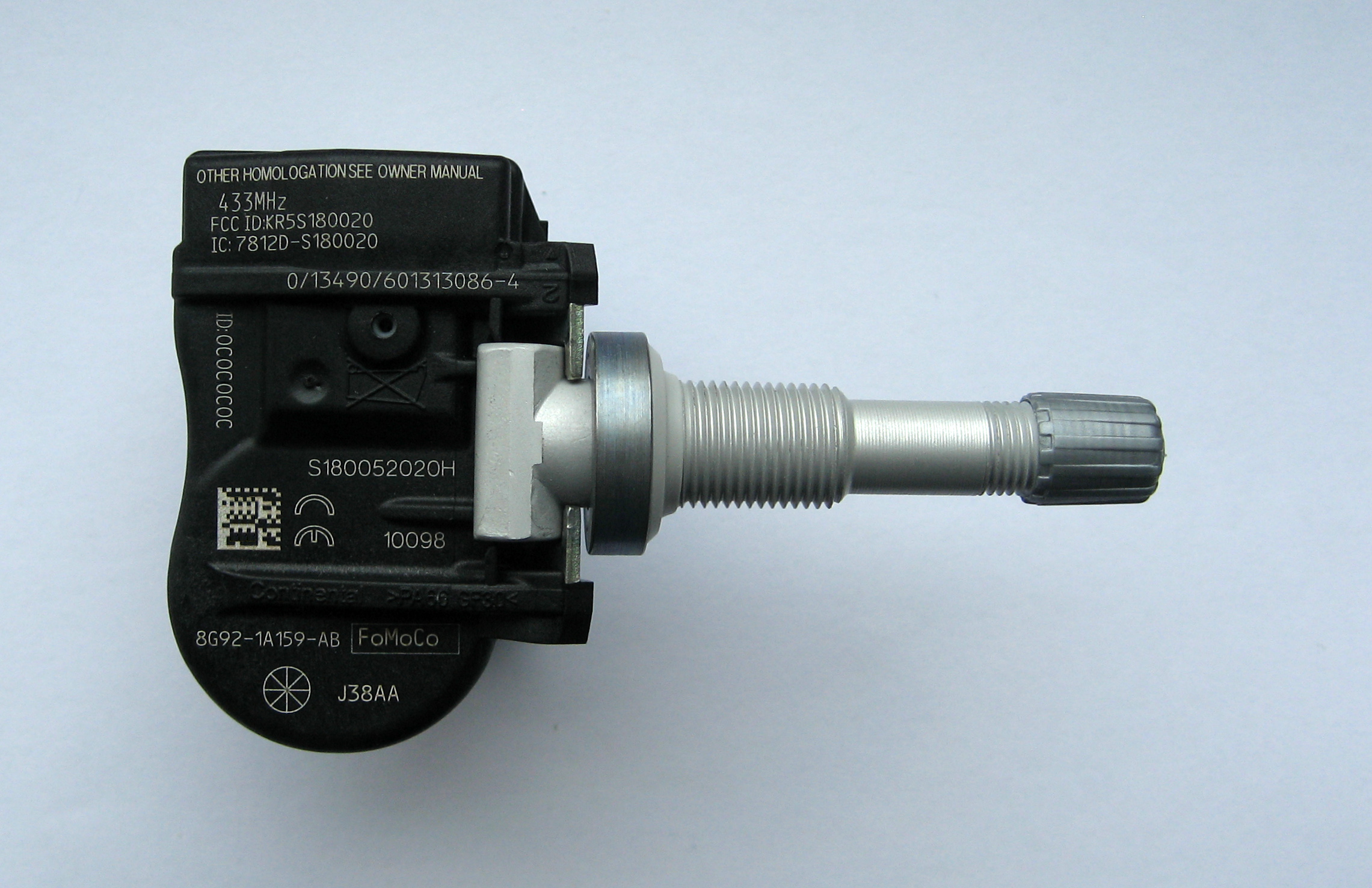
Senzor systému TPMS

- přímý systém – systém měří přesné hodnoty tlaku všech kol (v palubním menu auta se nachází obrazovka s jejich hodnotami)
- nepřímý systém – systém neměří přesné hodnoty tlaku; registruje například, že některé kolo se otáčí rychleji než ostatní (a proto je pravděpodobně podhuštěné).

V jednotlivých pneumatikách jsou instalovány snímače, které bezdrátově (pomocí RF433[zdroj?]) vysílají údaje do řídicí jednotky auta; senzory mohou být univerzální nebo originální (dodává konkrétní automobilka). Jejich obvyklá životnost je přibližně 5 let.
Řidič je o případném problému informován žlutou kontrolkou na palubní desce, která se při poklesu tlaku rozsvítí. Podle legislativního předpisu EU systém musí do 60 minut varovat při snížení tlaku v kterékoliv z pneumatik o 20 procent.

## Výhody a nevýhody systému
K výhodám systémů pro kontrolu tlaku v pneumatikách obecně lze zařadit například:
- snížení spotřeby paliva – díky optimalizaci valivého odporu
- pozitivní dopad na životní prostředí – snižování emisí oxidu uhličitého
- zvýšení bezpečnosti posádky – řidič je včas informován o poklesu tlaku v pneumatice.

Nevýhodou povinného systému TPMS jsou samotné náklady na instalaci systému do vozidla (což zvyšuje cenu nového vozu) a také značně vyšší servisní náklady při výměně pneumatik v autoservisech.